# WWE Draft (2023)
WWE Draft (2023) foi o 17º WWE Draft produzido pela promoção americana de luta profissional WWE entre suas divisões de marca Raw e SmackDown. O evento de duas noites começou com o episódio de 28 de abril do Friday Night SmackDown (em Corpus Christi, Texas) e terminou com o episódio de 1º de maio do Monday Night Raw (em Fort Worth, Texas), com o SmackDown sendo exibido na Fox e Raw no USA Network. Este foi o primeiro draft realizado desde 2021 e o primeiro sob a direção criativa de Triple H. Os resultados do draft entraram em vigor a partir do episódio do Raw de 8 de maio.

## Produção
o draft é usado para atualizar as listas das divisões de marcas, normalmente entre as marcas Raw e SmackDown, que são consideradas a lista principal. Desde 2016, os lutadores da marca de desenvolvimento da WWE, NXT, são elegíveis para serem convocados para o Raw ou o SmackDown.

## Seleções

### Noite 1: SmackDown (28 de abril)
Houve quatro rodadas de escolhas de draft na Noite 1, com cada marca recebendo duas escolhas em cada rodada; O SmackDown foi o primeiro devido à Noite 1 acontecer como o episódio daquela noite do SmackDown. As seleções do draft foram anunciadas por vários membros do Hall da Fama da WWE, incluindo Triple H, que anunciou as escolhas da primeira rodada. As escolhas da segunda rodada foram anunciadas por Rob Van Dam e Michael Hayes, a terceira rodada por John "Bradshaw" Layfield e Teddy Long, e a quarta pela D-Generation X (Shawn Michaels e "Road Dogg" Jesse James).
| Round | Escolha da marca # | Escolha geral # | Lutadores (as)                                                       | Marca pré-draft | Marca pós-draft | Papel                                                                                |
| ----- | ------------------ | --------------- | -------------------------------------------------------------------- | --------------- | --------------- | ------------------------------------------------------------------------------------ |
| 1     | 1                  | 1               | The Bloodline (Roman Reigns e Solo Sikoa com Paul Heyman)            | SmackDown       | SmackDown       | Dupla masculina e manager masculino Campeão Indiscutivel Universal e da WWE (Reigns) |
| 1     | 1                  | 2               | Cody Rhodes                                                          | Raw             | Raw             | Lutador                                                                              |
| 1     | 2                  | 3               | Bianca Belair                                                        | Raw             | SmackDown       | Lutadora Campeã Feminina do Raw                                                      |
| 1     | 2                  | 4               | Becky Lynch                                                          | Raw             | Raw             | Lutadora                                                                             |
| 2     | 3                  | 5               | The Street Profits (Angelo Dawkins e Montez Ford)                    | Raw             | SmackDown       | Dupla masculina                                                                      |
| 2     | 3                  | 6               | Imperium (Gunther, Ludwig Kaiser e Giovanni Vinci)                   | SmackDown       | Raw             | Stable masculina Campeão Intercontinental (Gunther)                                  |
| 2     | 4                  | 7               | Edge                                                                 | Raw             | SmackDown       | Lutador Hall da Fama da WWE                                                          |
| 2     | 4                  | 8               | Matt Riddle                                                          | Raw             | Raw             | Lutador                                                                              |
| 3     | 5                  | 9               | Bobby Lashley                                                        | Raw             | SmackDown       | Lutador                                                                              |
| 3     | 5                  | 10              | Drew McIntyre                                                        | SmackDown       | Raw             | Lutador                                                                              |
| 3     | 6                  | 11              | The O.C. (AJ Styles, Luke Gallows, Karl Anderson e "Michin" Mia Yim) | Raw             | SmackDown       | Stable mista                                                                         |
| 3     | 6                  | 12              | The Miz                                                              | Raw             | Raw             | Lutador                                                                              |
| 4     | 7                  | 13              | Damage CTRL (Bayley, Dakota Kai e Iyo Sky)                           | Raw             | SmackDown       | Stable feminina                                                                      |
| 4     | 7                  | 14              | Shinsuke Nakamura                                                    | SmackDown       | Raw             | Lutador                                                                              |
| 4     | 8                  | 15              | Alba Fyre e Isla Dawn                                                | NXT             | SmackDown       | Dupla feminina Campeãs de Duplas Femininas do NXT                                    |
| 4     | 8                  | 16              | Indi Hartwell                                                        | NXT             | Raw             | Lutadora Campeã Feminina do NXT                                                      |

#### Night 1 supplemental picks:SmackDown LowDown(April 29) Escolhas suplementares da noite 1:SmackDown LowDown(29 de abril)
Esses lutadores foram incluídos no draft da Noite 1, mas não foram escolhidos no SmackDown. Suas seleções no draft foram reveladas no pós-show do SmackDown, o SmackDown LowDown, no dia seguinte nas redes sociais e plataformas de streaming da WWE.
| Lutadores (as)                                           | Marca pré-draft                 | Marca pós-draft | Papel                              |
| -------------------------------------------------------- | ------------------------------- | --------------- | ---------------------------------- |
| Apollo Crews                                             | NXT                             | Raw             | Lutador                            |
| Candice LeRae                                            | Raw                             | Raw             | Lutadora                           |
| Chelsea Green e Sonya Deville                            | Raw (Green) SmackDown (Deville) | Raw             | Dupla feminina                     |
| Dexter Lumis                                             | Raw                             | Raw             | Lutador                            |
| Hit Row (Ashante "Thee" Adonis, B-Fab e Top Dolla)       | SmackDown                       | SmackDown       | Stable mista                       |
| JD McDonagh                                              | NXT                             | Raw             | Lutador                            |
| Lacey Evans                                              | SmackDown                       | SmackDown       | Lutadora                           |
| Maximum Male Models (ma.çé e mån.sôör com Maxxine Dupri) | Raw                             | Raw             | Dupla masculina e manager feminina |
| Natalya                                                  | SmackDown                       | Raw             | Lutadora                           |
| The Viking Raiders (Erik e Ivar com Valhalla)            | SmackDown                       | Raw             | Dupla masculina e manager feminina |
| Zoey Stark                                               | NXT                             | Raw             | Lutadora                           |